# Константин Кирица
Константин Кирица (на румънски: Constantin Chiriţă) е румънски политик от комунистическата партия, сценарист и писател на произведения в жанра юношески приключенски роман.

## Биография и творчество
Константин Кирица е роден на 12 март 1925 г. в Ибанещи, Румъния, в семейство на учители. Учи в гимназията в Галац и завършва средното си образование в гимназия в Букурещ. Учи в Политехническия университет в Букурещ, но не завършва образованието си. Става главен редактор на вестник „Искра“ и работи на строителството на железопътната линия между Банат и Трансилвания. Става член на Съюза на писателите на Румъния, като е бил в него секретар от страна на Комунистическата партия в периода 1972 – 1977 г. и е бил неин заместник-председател през 1977 г.
Прави литературния си дебют през 1949 г. със сборника разкази „Matei Ion a cucerit viaţa“.
Става обобенно популярен с поредицата си „Черешарци“ за приключенията на група младежи, от която първият роман „Черният ужас“ е публикуван през 1956 г. През 1970 г. по поредицата е заснет успешен телевизионен сериал. Вдъхновени от него в цялата страна се създават младежки клубове наречени „Черешарци“, които провеждат множество експедиции и екскурзии.
Бил е женен за писателката Гертруд Грегор, с която имат три деца – Виктор, Диана и Адриан.
Константин Кирица умира на 14 ноември 1991 г. г. в Кьонигсвинтер, Германия

## Произведения

### Самостоятелни романи
- Oameni din oraşul nostru (1951)
- Întâlnirea (1959)
- Oţelul (1960)
- Pasiuni (1962)
Страсти, изд. „ОФ“ София (1987), прев. Спаска Кануркова
- Livada (1979) – цялостна преработка на романа „Oţelul“

### Серия „Черешарци“ (Cireşarii)
1. Cavalerii florii de cireş (1956)
Черният ужас, изд.: Народна култура, София (1969), прев. Спаска Кануркова
2. Castelul fetei in alb (1958)
Замъкът на момичето в бяло, изд.: ИК „Отечество“, София (1986), прев. Спаска Кануркова
3. Roata norocului (1960)
4. Aripi de zăpadă (1961)
5. Drum bun, Cireşari! (1963)

### Серия „Трилогия в бяло“ (Trilogia în alb)
1. Trandafirul alb (1964)
Бялата роза, изд.: Народна младеж, София (1971), прев. Иван Кръстев-Влах
2. Pescăruşul alb (1969)
Бялата чайка, изд.: Народна младеж, София (1978), прев. Иван Кръстев-Влах
3. Îngerul alb (1969)

### Сборници
- Matei Ion a cucerit viaţa (1949)

### Пиеси
- Adâncimi (1974)

### Екранизации
- 1973 Despre o anumita fericire
- 1984 Ciresarii
- 1985 Aripi de zapada
- 1987 Cetatea ascunsa